# Clara Ledesma
Clara Ledesma (Santiago de los Caballeros, República Dominicana, 5 de marzo de 1924–Nueva York, Estados Unidos, 25 de mayo de 1999) fue una artista visual de la República Dominicana. Fue una de las primeras mujeres en estudiar en la Escuela Nacional de Bellas Artes de República Dominicana.

## Educación
Ledesma nació en Santiago de los Caballeros. Inicialmente estudió arte con Yoryi Morel, en su academia en esa ciudad. Ledesma, más tarde, se matriculó en la Escuela Nacional de Bellas Artes en Santo Domingo, en donde se graduó en 1948. Ledesma fue una de las primeras mujeres en unirse a la Escuela Nacional de Bellas Artes. Sus profesores fueron, entre otros, Celeste Woss y Gil y George Hausdorf, mientras que su principal mentor fue el profesor de pintura Josep Gausachs. Entre sus compañeros estaban Gilberto Hernández Ortega y Eligio Pichardo.
Después de graduarse, enseñó dibujo en la Escuela Nacional de Bellas Artes.

## Trayectoria
En 1949, Ledesma realizó su primera exposición individual en el Ateneo de San Pedro de Macorís. El 14 de septiembre de 1951, participa en la exposición colectiva de la inauguración del «Centro de Arte Ledesma Studio», primera galería de arte privada en Santo Domingo, fundada por ella y que dirigía su prima Flor de Oro Trujillo Ledesma;  en la  cual expuso sus obras junto a las de otros artistas. Con los beneficios de una exitosa exposición individual en 1952, Ledesma viajó a Europa para continuar su educación. Estudió pintura en Barcelona y Madrid, y expuso sus obras en galerías de España. Ledesma también viajó a Lisboa y a París para visitar importantes museos. Estuvo particularmente influenciada por las obras de Marc Chagall, Joan Miró y Paul Klee.
En Santo Domingo, trabajó estrechamente con otros artistas dominicanos importantes, como Gilberto Hernández Ortega, Josep Gausachs y Jaime Colson. Con ellos integró el grupo expositivo Los Cuatro. En 1955, fue nombrada subdirectora de la Escuela Nacional de Bellas Artes.
Durante su estancia en Europa, Ledesma conoció al artista boliviano Walter Terrazas, quien regresó a Santo Domingo con ella en 1954. Con este escultor se unió en matrimonio y formó una familia de tres vástagos. En 1964, Ledesma y su esposo se mudaron a la ciudad de Nueva York, donde abrió otra galería. Vivió y trabajó allí el resto de su vida. En la década de 1980 se unió a otro boliviano, Rodofo Calderón, con quien tuvo a su otro hijo.
Ledesma falleció en Queens, Jamaica, a la edad de 75 años.

## Exposiciones y obras de arte
Ledesma tuvo numerosas exposiciones individuales internacionales, incluidos eventos en Madrid, Ciudad de México y Nueva York, y participó en exposiciones colectivas en Brasil, España, Cuba, Haití, Venezuela, Argentina y Puerto Rico.
En Madrid expuso en la Galería Vagra, en la Sala Alcor y en el Instituto de Cultura Hispánica. Su obra de arte se puede encontrar en varias colecciones privadas en todo el mundo. También se puede encontrar en el Museo Metropolitano de Nueva York, el Museo Metropolitano de Miami, el Museo de Arte Moderno de México, el Arte Contemporáneo de Madrid y la Galería de Arte Moderno. El trabajo de Ledesma también se ha presentado en la Galería Sarduy de Nueva York, la Galería de Arte Nader, Signos de Nueva York y la Galería de Arte Moderno en Santo Domingo.
El estilo de Ledesma abarcó desde el expresionismo y el surrealismo hasta la abstracción. Es conocida por su uso de colores brillantes, figuras imaginativas y el sentimiento de magia y misticismo creado en sus pinturas y dibujos. En 1954, el periodista Horia Tanasescu describió así su trabajo:

Se ha revelado como una artista inquieta, dotada de notable voluntad, de una sensibilidad rebelde, de una leve ironía a veces hasta de cierta crueldad en el modo de enfocar sus temas y sus personajes (...) artista inquieta consigo misma, obsesionada por su trabajo y preocupada, ante todo, por el valor expresivo más bien que por la arquitectura de sus cuadros. Ni siquiera en sus trabajos decorativos se le podía encontrar aquel espíritu de descanso característico en tales actividades.

Para la crítica de arte Marianne de Tolentino, Celeste Woss y Gil, Ada Balcácer y Clara Ledesma son el trío cimero de la plástica de autoría femenina en la República Dominicana. Esta autora dice de la obra de Clara Ledesma:

Se caracteriza por un conocimiento perfecto del oficio, de la pincelada, de los pigmentos, de los soportes: el manejo magistral de la técnica constituye en ella un elemento determinante desde que lo adquirió con verdadera fruición en la Escuela Nacional de Bellas Artes. Semejante dominio explica la sensación de coherencia, articulando las corrientes y estilos que ella recreó según las épocas, acorde con su temperamento e inventive de antillana.

Laura Gil Fiallo, crítica y curadora dominicana, considera que: 

Con el propio Gausachs, Colson, Suro y Celeste Woss y Gil, Ledesma se contará entre los artistas dominicanos que rompen con los tabúes representacionales del siglo XIX, que excluían al negro y al mulato de los repertorios iconográficos del arte dominicano de modo sintomático, con una casi patológica negación de la identidad étnica del dominicano".

## Premios y reconocimientos
- Diploma de honor en la Exposición Femenina de Bellas Artes, Brasil, 1949.[2][3]
- Primer Premio de Dibujo en la VI Bienal de Artes Plásticas de Santo Domingo, con la obra "Retrato" en 1954.[2]
- Primer Premio de Pintura en la VII Bienal Artes Plásticas de Santo Domingo de 1956 y en la VIII Bienal Artes Plásticas de 1958.[2]
- Primer Premio de Dibujo y Segundo de Pintura en la X Bienal de Santo Domingo.[2]
- Premio de dibujo en el I Concurso de Arte Eduardo León Jimenes en 1964, con su obra "Eco atávico"  .[2][9]
- Ledesma fue seleccionada para el colectivo de la Asociación Médica para Puerto Rico titulada "Maestros del Continente".[6]